# باشون
باشون (به فرانسوی: Bachant) یک کمون (فرانسه) در فرانسه است که در canton of Berlaimont واقع شده‌است. باشون ۹٫۳۷ کیلومتر مربع مساحت دارد ۱۴۲ متر بالاتر از سطح دریا واقع شده‌است.

## خواهرخوانده
شهر گرنروده خواهرخواندهٔ باشون هست.